# بازتاب‌ها (آلبوم ساندرا)
«بازتاب‌ها» (به انگلیسی: Reflections) آلبومی از هنرمند اهل آلمان ساندرا کرتو است که در سال ۲۰۰۶ میلادی منتشر شد.